# إيس، درنته
إيس هي بلدة هولندية بمقاطعة درينته. وهي جزء من بلدية بورخر- أودورن، وتقع حوالي 17 كم شمال بلدية إيمين.